# Monolito Scullin
El monolito Scullin es una roca (monolito) con forma de medialuna que se encuentra a aproximadamente 6 km frente al mar (océano Antártico), al oeste de la montaña Torlyn, en la Tierra de Mac. Robertson en el Territorio Antártico Australiano. 
La roca fue identificada por primera en enero de 1930 durante una expedición Australiana y Neozelandesa de investigaciones antárticas. Douglas Mawson hizo primeramente un vuelo aéreo de la zona y luego hizo pie en la misma el día 13 de febrero de 1931. El nombre que le otorgó proviene de James Scullin, Primer ministro de Australia entre los años 1929 y 1931.
La roca fue cartografiada durante los meses de enero y febrero de 1931 por cazadores de ballenas noruegos mientras exploraban a lo largo de esta costa.
Dado que parte de la roca no se encuentra cubierta de nieve, en su superficie se encuentran colonias de aves marinas, especialmente petreles.